# Przedstawiciele dyplomatyczni Polski w ZSRR
Lista posłów i ambasadorów Polski w ZSRR obejmuje szefów misji dyplomatycznych w okresie 1924–1991, tj. od momentu nawiązania stosunków dyplomatycznych pomiędzy Związkiem Socjalistycznych Republik Radzieckich a Polską (po uznaniu jego utworzenia notą rządu polskiego z 13 grudnia 1923) do rozpadu ZSRR i jego formalnego rozwiązania układem białowieskim 8 grudnia 1991.

## Przedstawiciele dyplomatyczniII Rzeczypospolitejw ZSRR
- 19 stycznia 1924 – 18 czerwca 1924 Ludwik Darowski (poseł)
- 27 czerwca 1924 – 20 grudnia 1924 Kazimierz Wyszyński (kierownik poselstwa)
- 20 grudnia 1924 – 10 grudnia 1926 Stanisław Kętrzyński (poseł)
- 10 grudnia 1926 – 31 grudnia 1932 Stanisław Patek (poseł)
- 31 grudnia 1932 – 1 lutego 1933 Henryk Sokolnicki (kierownik poselstwa)
- 1 lutego 1933 – 12 kwietnia 1934 Juliusz Łukasiewicz (poseł)
- 12 kwietnia 1934 – 20 czerwca 1936 Juliusz Łukasiewicz (ambasador) wzajemne podniesienie szczebla przedstawicielstw
- 1 lipca 1936 – 17 września 1939 Wacław Grzybowski (ambasador)

W chwili swej agresji na Polskę 17 września 1939 ZSRR uznał jednostronnie ustanie stosunków dyplomatycznych z Polską, stwierdzając w nocie do ambasadora RP w Moskwie Wacława Grzybowskiego (nieprzyjętej przez dyplomatę) zaprzestanie istnienia państwa polskiego i w konsekwencji nieważność wszystkich umów zawartych pomiędzy ZSRR a Polską, lub umów międzynarodowych z udziałem Polski i ZSRR jako sygnatariuszy. Po próbie zakwestionowania przez władze ZSRR immunitetu dyplomatycznego ambasador Wacław Grzybowski i polski personel dyplomatyczny opuścili terytorium ZSRR po interwencji dziekana korpusu, ambasadora III Rzeszy – Friedricha von Schulenburga. 30 lipca 1941 na skutek układu Sikorski-Majski stosunki dyplomatyczne wznowiono wstępnie na szczeblu chargé d’affaires, zaś od września 1941 – po nominacji Stanisława Kota na ambasadora Rządu RP w Moskwie, później Kujbyszewie – na poziomie ambasadorów. ZSRR wycofał się z umów zawartych z III Rzeszą 28 września 1939, stwierdzających zaprzestanie istnienia państwa polskiego i ustalających granicę pomiędzy ZSRR a III Rzeszą na terytorium Polski. 
- 14 sierpnia 1941 – 5 września 1941 Józef Retinger (chargé d’affaires)
- 1 września 1941 – 14 września 1942 Stanisław Kot
- 15 września 1942 – 26 kwietnia 1943 Tadeusz Romer

Dnia 26 kwietnia 1943 – po ujawnieniu przez III Rzeszę grobów ofiar zbrodni katyńskiej – ZSRR, wobec apelu Rządu RP do Międzynarodowego Czerwonego Krzyża w Genewie o zbadanie sprawy, jednostronnie zerwał stosunki dyplomatyczne z Polską.

## Ambasadorowie Polski Ludowej w ZSRR
Dnia 1 sierpnia 1944 ZSRR ustanowił stosunki dyplomatyczne z Polskim Komitetem Wyzwolenia Narodowego. Przedstawicielem ZSRR przy PKWN został Nikołaj Bułganin. Pełne stosunki dyplomatyczne na poziomie ambasad pomiędzy ZSRR a Rządem Tymczasowym Rzeczypospolitej Polskiej zostały nawiązane 5 stycznia 1945. 
- 1944 Stefan Jędrychowski
- 1945 Zygmunt Modzelewski
- 1945–1946 Henryk Raabe
- 1947–1950 Marian Naszkowski
- 1953–1957 Wacław Lewikowski
- 1957–1959 Tadeusz Gede
- 1959–1963 Bolesław Jaszczuk
- 1963–1967 Edmund Pszczółkowski[2]
- 1968–1971 Jan Ptasiński
- 1971–1977 Zenon Nowak[3]
- 1978–1982 Kazimierz Olszewski
- 1982–1985 Stanisław Kociołek
- 1985–1989 Włodzimierz Natorf
- 21 listopada 1989–1996 Stanisław Ciosek (do 1 stycznia 1990 ambasador PRL, w latach 1990-91 ambasador RP w ZSRR, od 1991 po rozwiązaniu ZSRR kontynuował misję jako ambasador RP przy rządzie Federacji Rosyjskiej).